# Regla de la mano derecha

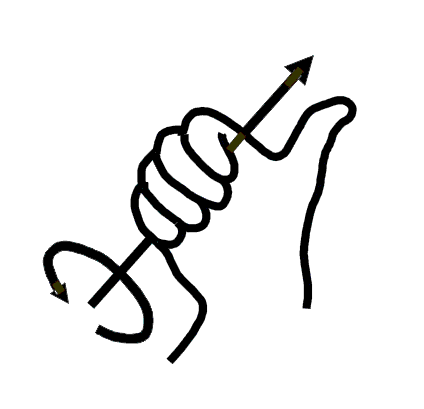
Determinación del sentido del vector por la regla de la mano derecha.

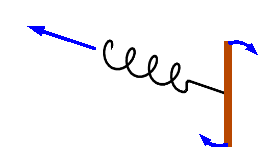
Al girar el sacacorchos en sentido horario, este avanza.

La regla de la mano derecha o regla del sacacorchos es un método para determinar sentidos vectoriales, y tiene como base los planos cartesianos. Se emplea prácticamente en dos maneras: para sentidos y movimientos vectoriales lineales, y para movimientos y direcciones rotacionales.
Así, cuando se hace girar un sacacorchos o un tornillo «hacia la derecha» (en el sentido de las agujas de un reloj) el sacacorchos o el tornillo «avanza», y viceversa, cuando se hace girar un sacacorchos o un tornillo «hacia la izquierda» (contrario a las agujas del reloj), el sacacorchos o el tornillo «retrocede».

## Dirección para un producto vectorial
La aplicación más común es para determinar la dirección de un vector resultado de un producto vectorial, así:
{\displaystyle {\vec {a}}\times {\vec {b}}={\vec {c}}}
La dirección del vector «c» estaría definida por la dirección del pulgar, cerrando los demás dedos en torno al vector «a» primero y siguiendo con el vector «b».
Un caso específico en el que tiene gran importancia la aplicación de esta forma vectorial, es en la determinación de la fuerza electromotriz (FEM) inducida en un conductor que se mueve dentro de un campo magnético; en esta aplicación el pulgar representa el movimiento del conductor eléctrico dentro del campo magnético, cortando las líneas de fuerza, el índice representa la dirección de las líneas de fuerza del campo magnético de norte a sur y el dedo del medio representa la dirección de la FEM inducida.

## Dirección asociada a un giro

El pulgar apunta en la misma dirección que la corriente eléctrica y los demás dedos siguen la dirección del campo magnético.

La segunda aplicación, está relacionada con el movimiento rotacional; el pulgar apunta hacia arriba siguiendo la dirección del vector, el vector corriente por ejemplo, mientras que los demás dedos se van cerrando en torno a la palma, lo cual describiría la dirección de rotación. Por ejemplo si el pulgar apunta hacia arriba, como en la imagen, entonces la dirección de rotación es de forma anti-horaria.

## Aplicaciones
Muchas máquinas y procesos industriales observan este orden para ejes, vectores y movimientos axiales, incluyendo la robótica, pues sus 12 movimientos fundamentales se adhieren a esta regla.[cita requerida]
Se la utiliza en general en todas las definiciones y descripciones basadas en un producto vectorial. Por ejemplo:
- El producto vectorial. Sea el producto {\displaystyle \scriptstyle {{\vec {C}}={\vec {A}}\times {\vec {B}}}}. Cuando el sacacorchos gira de {\displaystyle \scriptstyle {\vec {A}}} hacia {\displaystyle \scriptstyle {\vec {B}}} (llevando la punta de A hacia la punta de B, por la rotación menor que media vuelta o {\displaystyle \scriptstyle {\pi }} radianes), el sacacorchos avanza (o retrocede) en la dirección de {\displaystyle \scriptstyle {\vec {C}}}
- Momento de fuerzas o torque.
- El vector asociado a la velocidad angular. Cuando el sacacorchos gira como el objeto, la dirección de avance del sacacorchos indica la dirección del vector asociado a la velocidad angular.
- El vector asociado al momento angular.
- Dirección del campo magnético producido por una corriente. Cuando el sacacorchos avanza en la dirección de la corriente, él gira en la dirección del campo magnético.
- Dirección de la corriente que produce un campo magnético.
- Fuerza ejercida por un campo magnético sobre un conductor que conduce una corriente. La fuerza tiene la dirección del avance del sacacorchos cuando se este gira en el sentido de la corriente hacia el campo magnético.
- Para definir la orientación de los ejes de un triedro rectángulo. Cuando el sacacorchos gira del eje x positivo al eje y positivo, él avanza en la dirección del eje z positivo.